# Tweebandbladroller
De tweebandbladroller (Piniphila bifasciana) is een nachtvlinder uit de familie Tortricidae, de bladrollers. De spanwijdte van de vlinder bedraagt tussen de 12 en 16 millimeter. De soort overwintert als rups. De soort komt verspreid over het Palearctisch gebied voor.

## Waardplanten
De tweebandbladroller heeft grove den en zeeden als waardplanten.

## Voorkomen in Nederland en België
De tweebandbladroller is in Nederland een vrij algemene en in België een vrij zeldzame soort. De soort vliegt van halverwege mei tot in augustus, soms is er een partiële tweede generatie eind augustus, begin september.